# Monety kolekcjonerskie III RP w 1997
W 1997 roku Narodowy Bank Polski wyemitował 9 monet kolekcjonerskich: 7 srebrnych i 2 złote. Monetą z wizerunkiem Pawła Edmunda Strzeleckiego została zainaugurowana seria Polscy podróżnicy i badacze.

## Spis monet
| Moneta                                                                                         | Nominał     | Stop   | Średnica (mm) | Masa (g) | Nakład | Data emisji    | Projektant                             | Wizerunek    |
| ---------------------------------------------------------------------------------------------- | ----------- | ------ | ------------- | -------- | ------ | -------------- | -------------------------------------- | ------------ |
| 1000-lecie męczeńskiej śmierci św. Wojciecha                                                   | 10 złotych  | Ag 925 | 32            | 14,14    | 25 000 | 22 kwietnia    | Ewa Tyc-Karpińska                      | Awers Rewers |
| 1000-lecie męczeńskiej śmierci św. Wojciecha                                                   | 200 złotych | Au 900 | 27            | 15,5     | 2 000  | 22 kwietnia    | Ewa Tyc-Karpińska                      | Awers Rewers |
| Jan Paweł II - Kongres Eucharystyczny we Wrocławiu                                             | 10 złotych  | Ag 925 | 32            | 14,14    | 50 000 | 21 maja        | Ewa Olszewska-Borys                    | Awers Rewers |
| Stefan Batory (1576 - 1586) Seria: Poczet królów i książąt polskich                            | 10 złotych  | Ag 925 | 32            | 14,14    | 5 250  | 30 czerwca     | Ewa Tyc-Karpińska                      | Awers Rewers |
| Stefan Batory (1576 - 1586) Seria: Poczet królów i książąt polskich                            | 10 złotych  | Ag 925 | 32            | 14,14    | 15 950 | 30 czerwca     | Ewa Tyc-Karpińska                      | Awers Rewers |
| Stefan Batory (1576 - 1586) Seria: Poczet królów i książąt polskich                            | 100 złotych | Au 900 | 21            | 8        | 2 000  | 30 czerwca     | Ewa Tyc-Karpińska                      | Awers Rewers |
| Jelonek rogacz (łac. Lucanus cervus) Seria: Zwierzęta Świata                                   | 20 złotych  | Ag 925 | 38,61         | 28,28    | 15 000 | 8 września     | Ewa Tyc-Karpińska Andrzej Nowakowski   | Awers Rewers |
| Zamek w Pieskowej Skale Seria: Zamki i pałace w Polsce                                         | 20 złotych  | Ag 925 | 38,61         | 28,28    | 15 000 | 6 października | Ewa Tyc-Karpińska Roussanka Nowakowska | Awers Rewers |
| 200-lecie urodzin Pawła Edmunda Strzeleckiego (1797 - 1873) Seria: Polscy podróżnicy i badacze | 10 złotych  | Ag 925 | 32            | 14,14    | 20 000 | 17 listopada   | Ewa Tyc-Karpińska Roussanka Nowakowska | Awers Rewers |